# Kufayr Abu Sarbut
 Kufayr Abu Sarbut  (arabă كفير أبو سربوط) este un oraș din Guvernoratul Madaba din nord-vestul Iordaniei.